# Calamus aruensis
Calamus aruensis är en enhjärtbladig växtart som beskrevs av Odoardo Beccari. Calamus aruensis ingår i släktet Calamus och familjen Arecaceae. Inga underarter finns listade i Catalogue of Life.